# Tarroja de Segarra
Tarroja de Segarra è un comune spagnolo di 171 abitanti situato nella comunità autonoma della Catalogna.